# Geni

För genealogiprogrammet med detta namn, se Genealogiprogram.  

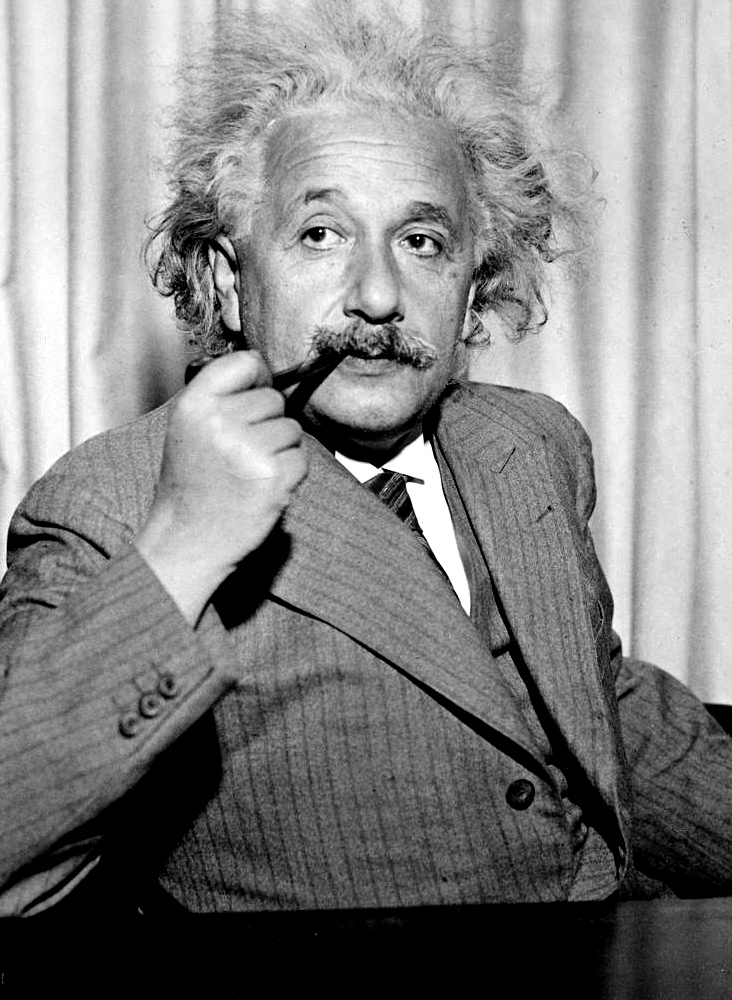
Den tysk-judiske teoretiska fysikern Albert Einstein är ansedd som ett av de största genierna genom tiderna.

Geni, (via franska: génie, av latin: genius, ande) eller snille är en person som visar extraordinär intellektuell begåvning, kreativ produktivitet, universalitet i genrer eller originalitet. Vanligtvis i en grad som är förknippad med nya upptäckter eller framsteg inom en kunskapsdomän. Ett geni kan utmärka sig i en enda typ av aktivitet eller kan vara ett så kallat universalgeni, som utmärker sig inom många olika ämnen.
Det finns ingen vetenskapligt exakt definition av ett geni. Ordet förknippas ibland med talang, men flera författare, som Cesare Lombroso och Arthur Schopenhauer, skiljer systematiskt på dessa termer. Walter Isaacson, som har skrivit biografier över många välkända genier, har sagt att även om hög intelligens kan vara en förutsättning, kan den vanligaste egenskapen som definierar ett geni vara den extraordinära förmågan att tillämpa kreativitet och fantasifullt tänkande i olika situationer.

## Geniets historia
I det antika Rom var en genius namnet på en skyddsande för en person, familj eller plats.
Begreppet "geni" i dess moderna form blev populärt under romantiken. Fysikern och matematikern Albert Einstein får ofta representera ett modernt geni. Kända tänkare och konstnärer som Marie Curie, Srinivasa Ramanujan, Emmy Noether, Leonardo da Vinci, Wolfgang Amadeus Mozart och många andra pekas ofta ut som genier.
| ”                 | Den vanlige vuxne bryr sig inte om att fundera över problemet med rum och tid. Men jag utvecklades så långsamt att jag började undra över rum och tid först efter det att jag redan hade blivit vuxen. | „ |
| – Albert Einstein | |   |